# عضلة رقيقة

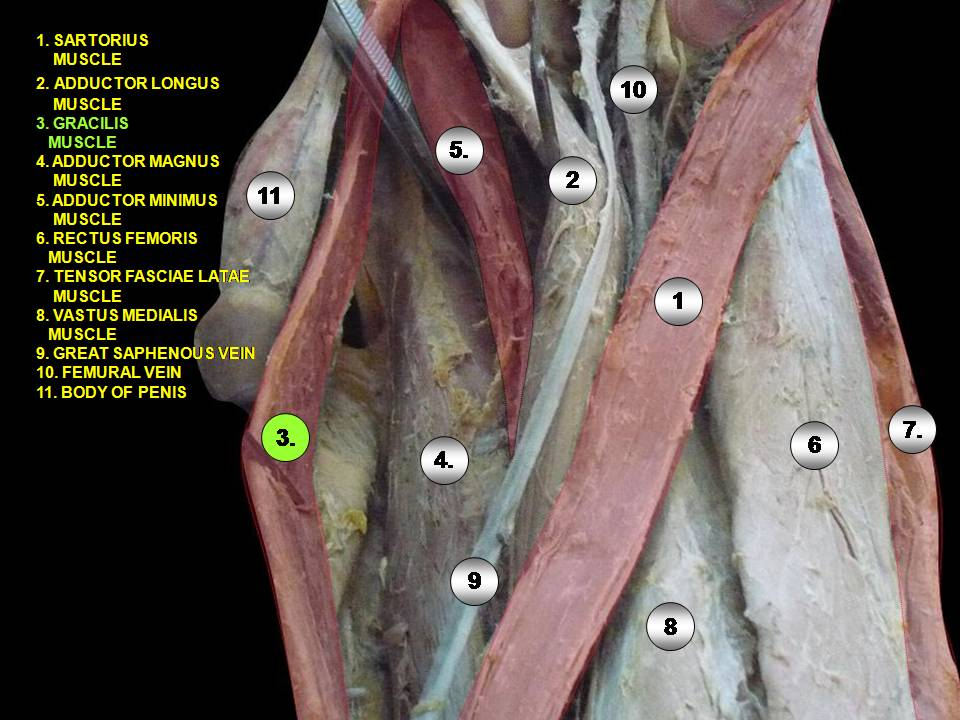
العضلة الناحلة رقم 3.

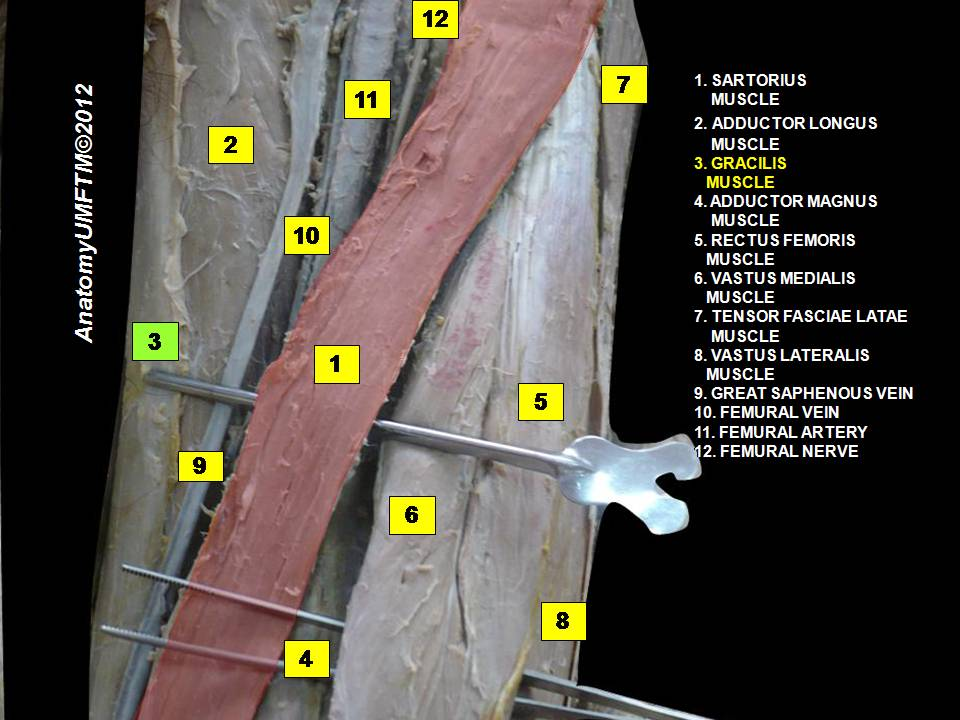
العضلة الناحلة رقم 3.

العَضَلَةُ الرقيقة أو العَضَلَةُ الرَّشِيْقَة (باللاتينية: Gracilis Muscle) هي عضلة مِن العَضلات السَطحية للناحية الإنسية للفَخذ.

## المَنشأ
تَنشأ العَضلة الناحِلة مِن الفِرع السُفلي لِعظمة العانَة وَمِن فِرع عظم الإِسكـ.

## المَغرس
تَنغرس هذهـ العَضلة في الجُزء العُلوي من الناحية الوَسطية لِعمود عَظم الساق (Shaft of Tibia).

## العَصب
يَتصل بِها العَصَبُ السِّدادِيّ (obturator nerve).

## الحَركة
تَقوم هذه العَضلة بِـ:
1. تَقريب الفَخذ (Adduction of thigh).
2. بَسط مفصل الرُكبة (Extension of Knee joint).
3. دَوران للناحية الوَسطية للقَدم (medial rotation of the semi-flexed leg).